# Monte Civitella (Toscana)
Il monte Civitella (1.107 metri) è una montagna che si eleva all'estremità sud-orientale del cono vulcanico del monte Amiata, nel cuore della Riserva naturale Monte Penna, che conferisce anche tale denominazione al monte.

## Territorio
Il rilievo montuoso si innalza interamente nel territorio comunale di Castell'Azzara, a ovest dell'omonimo centro e a est della località mineraria di Selvena, delimitando con le sue propaggini più meridionali i limiti settentrionali dell'area del tufo.
Sulla sponda occidentale, il monte Civitella è ricco di giacimenti minerari di cinabro, sfruttati già nel Medioevo dagli Aldobrandeschi; tuttavia, la quasi totalità delle miniere è attualmente completamente dismessa, trovandosi altresì in un'area protetta.

## SIC
Il monte Penna è stato anche protetto come sito di interesse comunitario.